# Ricfried
Ricfried was bisschop van Utrecht van 806 tot 815/816.
Van Ricfried wordt vermoed dat hij tot hetzelfde geslacht behoorde als zijn opvolgers Frederik, Alberik, Liudger en Balderik. Over zijn bewind is niets bekend. Hij werd begraven in de Utrechtse Sint-Salvatorkerk.